# Frédéric Cattaneo
Frédéric Cattaneo (* 3. Dezember 1978 in Salé, Marokko) ist ein französischer Rollstuhltennisspieler.

## Karriere
Frédéric Cattaneo begann im Alter von 23 Jahren mit dem Rollstuhltennis und startet in der Klasse der Paraplegiker.
Er nahm an 2012 in London erstmals an Paralympischen Spielen teil. Im Einzel erreichte er das Viertelfinale, wo er Maikel Scheffers in zwei Sätzen unterlag. In der Doppelkonkurrenz gewann er mit Nicolas Peifer die Silbermedaille. Im Endspiel verloren sie gegen Stefan Olsson und Peter Vikström in zwei Sätzen.
Bei den French Open gewann er 2012 im Doppel seinen ersten Grand-Slam-Titel. Mit Partner Shingo Kunieda besiegte er im Endspiel Stefan Olsson und Michaël Jeremiasz in drei Sätzen.
In der Weltrangliste erreichte er seine besten Platzierungen mit Rang neun im Einzel am 30. Mai 2011 sowie mit Rang vier im Doppel am 15. April 2013.